# Cal Fuster de les Figueres
Cal Fuster de les Figueres és una obra del municipi de la Pobla de Claramunt (Anoia) protegida com a bé cultural d'interès local.

## Descripció
Casa d'estatge de tipus amb tres plantes. Tipologia molt freqüent a la vila. L'entrada es troba desplaçada a un costat. La façana té força finestres i està estucada i decorada.

## Història
És una construcció del segle xvii que durant els anys 1950 va representar per a la Pobla una nova activitat de construcció, decoració i restauració de mobles d'estil popular català; Jaume Gavarrò i Castelltort fou el qui va instal·lar els primers obradors a Ars Populi i al Celler d'Art de Cal Fuster de les Figueres d'on sortiren experts artesans. Sembla que després va esser museu i actualment sembla estar tancat.